# Raffaele De Caro

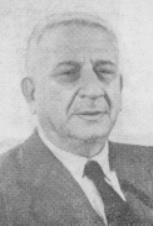
Raffaele De Caro

Raffaele De Caro (* 29. März 1883 in Benevento, heute Provinz Benevento, Kampanien; † 4. Mai 1961 in Turin)  war ein italienischer Politiker der Partito Liberale Italiano (PLI), der zwischen 1946 und 1948 Mitglied der Verfassunggebenden Versammlung (Assemblea Costituente) sowie von 1948 bis zu seinem Tod 1961 Mitglied der Abgeordnetenkammer (Camera dei deputati) war. Daneben bekleidete er zwischen 1954 und 1957 das Amt als Minister ohne Geschäftsbereich für die Beziehungen zum Parlament.

## Leben
De Caro absolvierte nach dem Schulbesuch ein Studium der Rechtswissenschaften und war danach als Rechtsanwalt tätig.
Nach dem Ende des Zweiten Weltkrieges wurde er bei den ersten Wahlen am 2. Juni 1946 durch das Vereinigte Nationale Wahlkollegium (Collegio Unico Nazionale) zum Mitglied der Verfassunggebenden Versammlung (Assemblea Costituente) gewählt, der er bis zum 31. Januar 1948 angehörte. Nachdem er zunächst die  Unione Democratica Nazionale (UDN) vertrat, schloss er sich am 17. Januar 1947 der Partito Liberale Italiano (PLI) an.
Bei den Wahlen vom 18. April 1948 wurde Tessitori erstmals zum Mitglied der Abgeordnetenkammer (Camera dei deputati) gewählt und vertrat in diesem bis zu seinem Tod am 4. Mai 1961 den Wahlkreis Benevento. Kurz nach der Wahl wurde er am 10. Mai 1948 Vorsitzender der Fraktion der PLI in der Abgeordnetenkammer und übte diese Funktion ebenfalls bis zu seinem Tod am 4. Mai 1961 aus. Daneben war Mitglied verschiedener Ständiger Ausschüsse sowie Sonderausschüsse und zwischen Oktober 1953 und Februar 1954 Vizevorsitzender des Wahlausschusses.
Am 10. Februar 1954 wurde De Caro von Ministerpräsident Mario Scelba zum Minister ohne Geschäftsbereich für die Beziehungen zum Parlament (Ministro senza Portofoglio per i Rapporti con il Parlamento) in dessen Kabinett berufen und übte dieses Amt auch im nachfolgenden ersten Kabinett Segni bis zum 19. Mai 1957 aus.